# 可兒才藏
可兒才藏（日语：／ Kani Saizō，1554年—1613年8月10日）是日本戰國時代至江戶時代前期武將。本名吉長，才藏是他的通稱。擅長使槍的名人。

## 生平

### 前半生
天文23年（1554年）出生於美濃可兒郡，曾向寶藏院流槍術的始祖胤榮學習槍術。
最初仕於齋藤氏的齋藤龍興，直到永祿10年（1567年）因為齋藤氏被織田信長侵攻而滅亡，於是仕於信長的家臣柴田勝家、明智光秀、前田利家等人（有說法指亦曾仕於森可成）。後來仕於織田信孝，天正11年（1583年），信孝受到羽柴秀吉攻擊而自殺，之後仕於秀吉的外甥羽柴秀次。
但是秀次在小牧長久手之戰中被德川家康大敗，以及與秀次對立而成為浪人。後來仕於佐佐成政。

### 福島正則家臣時期
在成政被秀吉處死後，仕於伊予11萬石的領主福島正則而被給予750石知行。在天正18年（1590年）的小田原征伐中參與攻擊北條氏規守備的韮山城，此戰中站於最前線積極進攻。
在慶長5年（1600年）的關原之戰中擔任福島軍先鋒隊長，在前哨戰岐阜城之戰、以及關原本戰中取下17個敵軍首級令德川家康讚賞不已。因為此武功而被正則賜予500石知行。

### 最後
正則因為關原的功績而被加增轉封至安藝國廣島藩，於是才藏亦跟隨正則前往廣島。
才藏由年輕時就對愛宕權現有著深厚的信仰，曾預言「我會在愛宕權現的緣日中死去」。與這個預言相同，在慶長18年（1613年）的愛宕權現的神誕中，穿著甲冑並在床機上死去。根據其遺言而被葬於廣島矢賀之坂，有刻著「尾州羽栗郡之住人可兒才藏吉長」的石塔。現在於廣島市東區東山町的才藏寺被弔唁著。享年60歲。

## 人物‧逸話

### 勇武
- 相比起同樣是多次易主的藤堂高虎被多數人非議，才藏的人氣在當時就已經很高。當時在墓前經過的人都會因為欣賞才藏的武勇而在墓前下馬並送禮。
- 在戰爭中背著笹製（中國稱華箬竹）的旗幟戰鬥，由於在戰鬥中砍下太多敵人的首級，不好攜帶，於是把旗幟上笹的葉子摘下塞進首級的嘴內（或說是塞入首級的傷口中）當作識別。因此被才藏所斬殺的敵首，在戰後清掃戰場，馬上就能識別。因為這樣的習慣而被稱為「笹之才藏」（笹の才蔵）。把笹葉放入敵人首級，是才藏在擔任森長可部下的期間所發明的，在武田征伐後，森長可開始檢驗460多個敵人首級，才藏持著3個首級，對長可說：「我斬了16個首級」（16の首を捕り申した）。長可看才藏只拿著3個首級，心中疑惑，才藏對此解釋：「砍了太多首級不好帶，所以丟了。但是我砍的首級嘴裏都塞了笹葉」（首が多すぎて捨てました。ただし捕った首には笹の葉を含ませて置いて参りました）。長可馬上檢查，發現有戰場上還13個首級，口中都有笹葉，於是才藏在此時就有「笹之才藏」的異名。[1]
- 才藏比起武將，更像大名家中的一員兵士的身分，但是能持有高名的理由是由於在關原的合戰中的活躍，而受到家康很大的讚賞。

### 福島家時期以前
- 羽柴秀次在長久手之戰中大敗時，才藏第一個拔腿就逃，見到才藏逃走的秀次大怒並將其解僱。敗軍後，混亂中徒歩逃走的秀次遇到騎著馬的才藏，向才藏說：「把馬給我！」（馬を寄越せ），才藏卻回答「（這匹馬現在是）雨天的傘啊！」（雨の日の傘に候）並拋棄秀次，騎馬離開。就是說如同雨中讓了傘，會淋濕，讓了馬給你，就會死於亂軍，故即使是主公，亦不能相讓。異説是，才藏說了：「這個敵人（德川軍）是不能用槍打敗的啊。你喫屎罷！」（此の敵に槍は通じない。糞食らえだ）的說話而激怒秀次。還有後來自己述說「無意識下幹了這樣的事嗎？」（意識無くそんな事をやったか）並離開而成為浪人。
- 在向寶藏院胤榮學習槍術之際，並不是使槍的好手，在詢問過後，被建議「因為是在中途學習，因此技術不佳而不能很好地使用。在做到無心的狀態下仍能使用之前請專心修行」（中途に技術を使おうとするから上手くいかないのです。無心の状態でも使えるようになるまで一心に修行なさい），這個修行的結果是令才藏在沒有疑惑並自在地把槍使好。

### 福島家時期
- 在進攻韮山城時，北條氏規對才藏的剛勇相當感嘆，並特地向別人追問「那個武將是誰」（あの武将は誰か）。
- 在關原之戰中，東軍的先鋒已經決定了是福島正則，但是德川家的井伊直政和松平忠吉卻爭著向敵軍進攻。此時才藏對其責難，但是因為直政以忠吉的名號（忠吉為家康的兒子）而強行通過，才藏亦不再阻止並讓路，對於直政等人盗去先陣的功勞並沒有感到不滿。
- 相當珍惜自己的部下，特別是武勇優秀的人物，會毫不吝惜地把自己的俸祿分給他們。
- 曾經有武者向才藏提出比武。對此才藏會背著笹製的旗幟並穿著甲冑，更命10名部下持著鐵砲在比試場地出現。對手說「這不是實戰而是比武啊」（これは実戦ではなく試合だ），才藏笑著回答「我的比武全都是實戰」（俺の試合は実戦が全てだ）。這件事顯示出才藏即使在比武中亦不會疏忽大意。
- 據說發生過此事：才藏在晩年，氣魄亦沒有絲毫減退，常常乘馬來回，周圍的人們對其說：「考慮一下自己的年齢如何？」（年齢を考えては），才藏則笑著回答「衰老是因人而異」（老衰するのは人による））。但是大多時候，還是把沉重的長刀交給部下拿。一次，持刀的部下說：「才藏大人也老了呢。」（才蔵様も年をとられましたね），才藏聽到以後，拿了長刀，把該部下的頭砍了。[1]

## 登場作品
小說
- （司馬遼太郎著）
- （近衛龍春著）
- （志木澤郁著）